# مايكروسوفت لوميا 950
مايكروسوفت لوميا 950 ومايكروسوفت لوميا 950 XL  هي هواتف ذكية لم يفرج عنها بعد طورتها مايكروسوفت وكشفت رسميا عنها في 6 أكتوبر 2015.هذه الهواتف هي خلفاء لنوكيا لوميا 930 و 1520، الذين صدروا في عام 2014 وسيكونوا من بين الهواتف الأولى لتشغيل ويندوز 10 موبايل كنظام افتراضي.

## المواصفات
قياس الشاشة 5.7 أنش بمعالج سناب دراجون 810 وبتقنية OLED وبدرجة وضوح 1440 في 2560 وهنالك خاصية “اللمحة” والتي تعطيك معلومات عن التنبيهات والمواعيد من دون استهلاك بطارية الهاتف كما أنه سيكون نظام تبريد مائي وبسعة داخلية 32 جيجابايت مع أمكانية رفع السعة إلى 2 تيرابايت من خلال منفذ للذاكرة الخارجية microSD والكاميرا الخلفية بدقة 20 ميجابيكسل PureView مطورة من قبل Carl Zeiss و الجيل الخامس من مثبت بصري وتصوير فيديو بدقة 4K وفلاش LED RGB ثلاثي كما أن الشركة ذكرت بأنّ هذه السلسلة مزودة بهوائين لجعل تغطية الشبكات أفضل.
الهاتف المحمول XL يملك شاشة بمقاس 5.7 أنش وكثافة بيكسلات مجنونة 518 بيكسل لكل أنش و ياتي مع USB Type-C لسرعة عالية في نقل البيانات وأمكانية شحن الهاتفين إلى 50 بالمئة في 30 دقيقة.

## وصلات خارجية
- Microsoft Lumia 950 specifications
- Microsoft Lumia 950 Dual SIM specifications
- Microsoft Lumia 950 XL specifications
- Microsoft Lumia 950 XL Dual SIM specifications

microsoft lumia 950